# Ribe (stacja kolejowa)
Ribe - stacja kolejowa w Ribe, w Danii. Znajduje się tam 1 peron.